# Hamigera dendyi
Hamigera dendyi är en svampdjursart som beskrevs av Shaw 1927. Hamigera dendyi ingår i släktet Hamigera och familjen Hymedesmiidae.
Artens utbredningsområde är havet kring Australien. Inga underarter finns listade i Catalogue of Life.